# Daniel Elbittar
Daniel Elbittar Villegas (Caracas, 30 de abril de 1979) é um ator e cantor venezuelano.

## Biografia

### Como cantor
Elbittar começou sua carreira como cantor na série La calle de los sueños. Mas antes disso foi chamado pela banda Calle Ciega para fazer parte da banda, mas ele rejeitou o a proposta. Em seguida, tocou algumas músicas para a novela Más que amor, frenesí. Depois disso, ele ficou afastado do campo musical por vários anos.
Em 2014 assinou contrato com a Sony Music Mexico e a Azteca Records para lançar seu álbum Quiero decirte que foi produzido por José Miguel Velásquez. Nesse mesmo ano confirma sua turnê pelo México, Estados Unidos, Porto Rico , República Dominicana , Venezuela e Argentina. O primeiro single do álbum intitula-se "Quiero decirte" que fez parte do tema principal da novela Siempre tuya Acapulco.
Três canções do álbum foram de David Bisbal e o restante das canções de José Miguel Velásquez. Em 2016, lançou seu single Y estoy vivo, produzido no México por Juan Carlos Moguel, single que fez parte da novela Entre tu amor y mi amor.

### Como ator
Elbittar começou sua carreira como ator em 1998 na novela venezuelana produzida por Venevisión Así es la vida
Em 1999 foi o protagonista da novela La calle de los sueños. Depois de um ano fora da televisão, em 2001 participou de Más que amor, frenesí, com Maritza Bustamante. Dali seguiram-se telenovelas como Engañada, Negra consentida e Olvidarte jamás.
Em 2007 fez sua última telenovela na Venezuela para a RCTV, intitulada Camaleona, que teve problemas durante sua transmissão devido aos problemas de fechamento do canal.
Em 2008, mudou-se de Miami para o México para assinar contrato com a TV Azteca. Sua primeira produção naquela companhia foi a telenovela Tengo todo excepto a ti. No canal, ainda participou de várias telenovelas como Vidas robadas , Pecadora , La mujer de Judas e no reality show La Isla.
Em 2014 protagonizou a novela Siempre tuya Acapulco ao lado de Melissa Barrera. Esta foi sua última produção para a TV Azteca.
Em 2015 voltou à Venezuela e protagonizou a novela Entre tu amor y mi amor.
Em 2017 estreou na Telemundo com a telenovela La fan. No mesmo ano fez uma rápida participação na novela Sangre de mi tierra.
Em 2021 estreou na Televisa, na telenovela La desalmada.
Em 2022 interpretou um dos antagonistas da novela La herencia.
Em 2023 protagozina a novela El amor invencible, junto com Angelique Boyer e Danilo Carrera.
Em 2024 protagozina a novela El amor no tiene receta ao lado de Claudia Martín.

## Carreira

### Televisão
| Ano       | Título                         | Papel                                 | Notas                      |
| --------- | ------------------------------ | ------------------------------------- | -------------------------- |
| 1998      | Así es la vida                 | Emiliano                              |                            |
| 1999–2000 | La calle de los sueños         | Sebastián                             | Protagonista               |
| 2001      | Más que amor, frenesí          | Alberto José "Tito" Rodríguez Pacheco |                            |
| 2003      | Engañada                       | Ricardo Viloria Ruiz Montero          |                            |
| 2004      | Negra consentida               | Raimundo Aristiguieta Marthan         |                            |
| 2006      | Olvidarte jamás                | Alejandro Montero                     | 112 episódios              |
| 2007      | Seguro y urgente               | Esteban                               | Episódio: Arriba las manos |
| 2007      | Decisiones                     | Martín                                | Episódio: Hija bastarda    |
| 2007      | Camaleona                      | Juan Pablo Alcántara                  | Protagonista               |
| 2008      | Tengo todo excepto a ti        | Antonio                               |                            |
| 2010      | Vidas robadas                  | Javier Villafañe                      |                            |
| 2010      | Pecadora                       | Ricky Millones                        |                            |
| 2012      | La mujer de Judas              | Alirio Agüero Del Toro                | Antagonista                |
| 2013      | Find Me My Man                 | Himself                               |                            |
| 2014      | Siempre tuya Acapulco          | Diego Rivas                           | Protagonista               |
| 2016      | Entre tu amor y mi amor        | Alejandro Monserrat                   | Protagonista               |
| 2017      | La fan                         | Leonardo Márquez / El Potro           | 14 episódios               |
| 2017      | Guerra de ídolos               | Julio César Solar                     | 2 episódios                |
| 2017      | Sangre de mi tierra            | Emilio Castañeda                      | 10 episódios               |
| 2018      | El secreto de Selena           | Chris Perez                           |                            |
| 2019–2020 | El Dragón: Return of a Warrior | Víctor Torres                         | Recorrente                 |
| 2021      | La desalmada                   | César Franco                          | Recorrente                 |
| 2022      | La herencia                    | Pedro del Monte Arango                | Antagonista                |
| 2023      | El amor invencible             | Gael Torrenegro Aizpuru               | Protagonista               |
| 2024      | El amor no tiene receta        | Esteban Villa de Cortés Araujo        | Protagonista               |
| 2025      | Amanecer                       | Sebastián Peñaloza                    | Antagonista                |

### Discografia
- 2014 - Quiero decirte
- 2016 - Y estoy vivo (single)
- 2017 - Fuego cruzado (single)